# Byron (Nebraska)
Byron és una població dels Estats Units a l'estat de Nebraska. Segons el cens del 2000 tenia 144 habitants.

## Demografia
Segons el cens del 2000, Byron tenia 144 habitants, 58 habitatges, i 44 famílies. La densitat de població era de 370,7 habitants per km².
Dels 58 habitatges en un 27,6% hi vivien nens de menys de 18 anys, en un 63,8% hi vivien parelles casades, en un 10,3% dones solteres, i en un 24,1% no eren unitats familiars. En el 24,1% dels habitatges hi vivien persones soles el 15,5% de les quals corresponia a persones de 65 anys o més que vivien soles. El nombre mitjà de persones vivint en cada habitatge era de 2,48 i el nombre mitjà de persones que vivien en cada família era de 2,86.
Per edats la població es repartia de la següent manera: un 27,1% tenia menys de 18 anys, un 0% entre 18 i 24, un 22,9% entre 25 i 44, un 13,9% de 45 a 60 i un 36,1% 65 anys o més.
L'edat mediana era de 45 anys. Per cada 100 dones de 18 o més anys hi havia 90,9 homes.
La renda mediana per habitatge era de 36.875 $ i la renda mediana per família de 36.875 $. Els homes tenien una renda mediana de 32.500 $ mentre que les dones 13.750 $. La renda per capita de la població era de 18.801 $. Aproximadament el 9,8% de les famílies i el 17,1% de la població estaven per davall del llindar de pobresa.

## Poblacions més properes
El següent diagrama mostra les poblacions més properes.